# Slupia
Słupia ([ˈsuːpʲa];  tysk: Stolpe, Kasjubisk Słëpiô) er en 137 kilometer lang flod i det voivodskabet Pommern i det nordlige Polen.

## Floden løb
Floden har sit udspring i det kasjubiske Schweiz, 177 moh. og løber mod nordvest. Den løber ud i Østersøen ved Ustka/Stolpmünde. På grund af det store fald i de øvre dele af floden, blev der bygget adskillige vandkraftværker vd dens løb. I 1800-tallet drev Słupia i den sydlige del af byen Słupsk/Stolp tre store møller.
Afledningen af navnet er ikke tydeligt. Men både preussisk "stulpe" (jf. den litauiske flod Stulpas) og gammelslavisk " stlŭpŭ " betyder stolpe, pæl eller søjle eller stativ. Navnet beskriver fiskestativer i floden, en anordning til at fange fisk.
Nord for byen Bütow og syd for byen Stolp ligger Stolpetal landskabsbeskyttelsespark (Park Krajobrazowy Dolina Słupi).